# آرثر إدينغتون
السير آرثر ستانلي ادنجتون ولد في 28 ديسمبر 1882 وتوفي في 22 نوفمبر 1944 هو عالم فلك وفيزياء ورياضيات بريطاني شهير له إسهامات عظيمة في الفيزياء الفلكية منذ أوائل القرن العشرين أطلق اسمه تكريماً له على حد فيزيائي للمعان النجوم يسمى (حد ادنجتون) كان عضواً بالجمعية الملكية البريطانية وكان مولعًا منذ وقت مبكرٍ بنظام الكون وبحركة النجوم وتكوينها الداخلي، وفي عام 1916 م، انتهى إلى أن الضغط الإشعاعي عامل رئيسي من عوامل الحفاظ على توازن النجم، إلى جانب الجاذبية وضغط الغاز. بعد ذلك وضَّح العلاقة بين الكتلة وضوء النجم. وهذه العلاقة أساسية في البحث الفلكي، خصوصًا في دراسة حركة النجوم. وقاده هذا وعمله الآخر في طبيعة النجوم إلى البحث عن العلاقة بين كل المرتكزات الأساسية للطبيعة.
تأتي شهرة ادنجتون بأنه أول من لاحظ انحراف الضوء القادم من النجوم البعيدة تحت تأثير مجال جاذبية الشمس. وكان أينشتاين قد تنبَّأ بهذا في نظريته النسبية العامة.
كتب أدنجتون عدة كتب، وضَّحت طبيعة الكون في مصطلحات مألوفة لدى الجمهور. تشتمل كتبه على:
1-الحركات الكوكبية؛ بناء الكون عام (1914 م).
2-البناء الداخلي للكواكب (1926 م).
3-فيزياء العالم الطبيعي (1928 م).

## السنوات الأولى
وُلد إدينغتون في 28 ديسمبر 1882 في مدينة كندال بمقاطعة واستمورلند (مقاطعة كمبريا حاليًا) بإنجلترا، وهو ابن لأبوين من الكويكرز، آرثر هنري إدينغتون، مدير مدرسة الكويكرز، وسارة آن شوت.
درس والده في كلية كويكرية للتدريب في لانكشر قبل أن ينتقل إلى مدينة كندال ليصبح مدير مدرسة سترامونغيت. تُوفي في وباء حمى التيفوئيد الذي اجتاح إنجلترا عام 1884. بقيت والدته وحدها تربي طفليها بدخل قليل نسبيًا. انتقلت العائلة إلى مدينة ويستون سوبر مير حيث تلقى ستانلي (اسم إدينغتون الذي كانت والدته واخته تدعوانه به) في البداية تعليمه في المنزل قبل أن يقضي ثلاث سنوات في مدرسة إعدادية. عاشت العائلة في منزل يُدعى فارزين، في 42 شارع واليسكوت، بمدينة ويستون سوبر مير. يوجد على المبني لوحة تذكارية تبين مساهمة السير آرثر في العلوم.
التحق إدينغتون بمدرسة برينملين في عام 1893. أثبت أنه أحد أكثر الطلاب كفاءة، لا سيما في الرياضيات والأدب الإنجليزي. أكسبه أداؤه منحة دراسية لكلية أوينز بمانشستر (التي أصبحت في ما بعد جامعة مانشستر) في عام 1898، وحضر بها بعد أن بلغ من العمر 16 عامًا في ذلك العام. أمضى السنة الأولى في دراسة دورة دراسة عامة، ودرس الفيزياء في الثلاث سنوات التالية. تأثر إدينغتون بشكل كبير بمعلميه لمادتي الفيزياء والرياضيات آرثر شوستر وهوراس لامب. عاش إدينغتون في دالتون هول بمانشستر، فدام تأثره بعالم الرياضيات الكويكري جيه. دبليو. غرام. كان تقدمه مذهلًا، فحصل على العديد من المنح الدراسية وتخرج بدرجة البكالوريوس في الفيزياء مع مرتبة الشرف من الدرجة الأولى في عام 1902.
حصل، نتيجة لأدائه في كلية أوينز، على منحة دراسية بكلية ترينيتي بمدينة كامبريدج في عام 1902. كان روبرت ألفريد هيرمان معلمه في كامبريدج، وقد أصبح إدينغتون، في عام 1904، أول طالب على الإطلاق بالسنة الثانية يُعين في منصب سنيور رانجلر. بدأ أبحاثه على الانبعاثات الحرارية في مختبر كافندش بعد حصوله على درجة الماجستير عام 1905. لم تسر الأمور على أفضل الأحوال، وقد قضى في الوقت نفسه فترة في تدريس الرياضيات لطلاب الفرقة الأولى بكلية الهندسة. كانت تلك الفترة قصيرة. حصل، بناء على توصية من زميله الأول في كلية ترينيتي، على وظيفة في المرصد الملكي بغرينتش، حيث كان من المقرر مباشرة عمله في علم الفلك، وهو العمل الذي زُرعت بذرته في صغره عندما حاول في كثير من الأحيان «إحصاء عدد النجوم».

## الفلسفة

### المثالية
كتب إدينغتون في كتابه طبيعة العالم الفيزيائي يُعد «كل شيء في العالم أمر عقلي».
إن أمور العالم العقلية هي بكل تأكيد أكثر عمومية من عقولنا الفردية الواعية... وهي ليست ممتدة في الزمان والمكان، بل تُعد جزءًا من النظام الدوري المشتق منها في نهاية الأمر. من الضروري مواصلة تذكير أنفسنا بأن كل معارفنا بشأن محيطنا الذي ينشأ عنه عالم الفيزياء، قد حصلنا عليها بانتقالها إلى المخ (مركز الوعي) في صورة رسائل منقولة عبر الأعصاب... كما أن الوعي لا يمكن تعيينه على نحو دقيق، فهو يتلاشى في العقل الباطن (اللاوعي)، وينبغي، فوق ذلك، افتراض شيء ما غير محدد لكنه على تواصل مع الطبيعة العقلية. من الصعب على الفيزيائي الواقعي القبول بمنظور يذهب إلى أن قوام كل شيء ذو طبيعة عقلية. ولكن لا يمكن لأحد إنكار أن العقل هو أسرع الأشياء وأولها تفاعلًا مع تجاربنا، وما عدا ذلك استدلال بعيد.
ـــــــــــــ إدينغتون، طبيعة العالم الفيزيائي، 276-281.
لم يكن الاستنتاج المثالي ذا أصل في نظريته ولكنه استند إلى حجتين رئيسيتين.
الأولى مستمدة مباشرة من النظرية الفيزيائية الحالية. ملخصها أنه قد جرى تجاهل نظريات الأثير الميكانيكية وسلوك الجسيمات الأساسية في النسبية وفيزياء الكم. استنتج إدينغتون، نتيجة لذلك، أن الميتافيزيقيا المادية قد عفا عليها الزمن، وبالتالي، بما أن الفصل بين المادية والمثالية يفترض أن يكون انفصالًا كاملًا، فإن الأمر يتطلب ميتافيزيقيا مثالية. أما الحجة الثانية، وهي الأكثر إثارة للاهتمام، فقد استندت إلى نظرية المعرفة لإدينغتون، ويمكن اعتبارها تتكون من جزأين. أولًا، كل ما نعرفه عن العالم الموضوعي هو بنيته، وتنعكس بنيته تلك في وعينا الخاص بدقة. ليس لدينا، نتيجة لذلك، ما يدعونا إلى الشك في أن العالم الموضوعي هو أيضا «أمر عقلي». لا يمكن، بالتالي، دعم الميتافيزيقيا الثنائية على نحو قوي.
ثانيًا ليس بمقدورنا أن نجزم بأن العالم الموضوعي غير عقلاني فحسب، بل لا نستطيع أيضًا أن نفترض على نحو واضح أنه قد يكون ماديًا. يتطلب تصور الثنائية عزو الخصائص المادية إلى العالم الموضوعي. يفترض هذا مسبقًا، على الرغم من ذلك، أنه يمكننا ملاحظة أن العالم الموضوعي له خصائص مادية. لكن يُعد ذلك أمرًا منافيًا للمنطق، لأن كل ما يجري ملاحظته ينبغي أن يكون في نهاية المطاف عبارة عن وعينا الخاص، وبالتالي، فهو غير مادي.
يشير إيان بربور، في صفحة 133 من كتابه قضايا في العلوم والدين (1966)، إلى نص من كتاب إدينغتون طبيعة العالم الفيزيائي (1928) يناقش فيه أن مبدأ الريبة لهايزنبرغ يوفر أساس علمي «للدفاع عن فكرة حرية الإنسان»، وإلى كتابه العلم والعالم غير المرئي (1929) لدعم المثالية الفلسفية، وهي «الأطروحة التي تقول بأن الواقع أمر عقلي في جوهره».

يشير تشارلز دي كونينك إلى أن إدينغتون كان يعتقد في الواقع الموضوعي المتواجد خارج عقولنا، ولكنه كان يستخدم عبارة «شيء عقلي» لتسليط الضوء على المعقولية المتأصلة في العالم، فعقولنا والعالم المادي مصنوعان من نفس «الأشياء» وعقولنا هي حلقة الوصلة الذي لا مناص منها تجاه العالم. يقتبس دي كونينك كذلك من إدينغتون:
يوجد مبدأ ذا شهرة لدى الفلاسفة أن القمر يختفي عندما لا ينظر إليه أحد. لن أناقش هنا هذا المبدأ لأنه ليس لدي أدنى فكرة عن معنى كلمة وجود عندما تُستخدم في هذا السياق. ولكن علم الفلك، على أي حال، لا يعتمد على مثل هذا النوع من الأقمار متقطعة الوجود. ففي ساحة العالم ذي الطبيعة العلمية (الذي عليه أن يؤدي مهامًا أقل التباسًا من مهمة تواجده) يتواجد قمر سبق وجوده وجود الفلكيين، يعكس ضوء الشمس بالرغم من أنه لا يوجد من يراه، وله كتلة بالرغم من أنه لا يوجد من يقيس الكتلة، ويبتعد مسافة 240 ألف ميل عن الأرض بالرغم من أنه لا يوجد من يعاين المسافة، وسوف يحجب الشمس في عام 1999 حتى لو نجح الجنس البشري في إفناء نفسه قبل ذلك التاريخ.
ـــــــــــــ إدينغتون، طبيعة العالم الفيزيائي، 226

## دراسة للنظرية النسبية
تعلم الفلكي الإنجليزي الشهير ادنجتون في إحدى مدارس طائفة «الكويكرز» ثم واصل دراسته في «مانشستر» و«كامبريدج» حيث عمل فيما بعد استاذاً للفلك، وتركها إلى «جرينتش» ليعود إلى مرصد «كامبريدج» شاغلاً مركز مدير المرصد، وقد اختير ادنجتون زميلاً في الجمعية الملكية.
اشتهرت دراسات ادنجتون على الانهيارات النجمية «مجرات هائلة» وعلى البنى الداخلية للنجوم، وقد حسب عمر الشمس فتوصل إلى أن مجموع حياتها منذ نشوئها حتى نهاية مستقبلها عندما تبرد يبلغ خمسة عشر مليار (ألف مليون) سنة، وقد وضع ادنجتون تفسيراً للنظرية النسبية، وله عدة مؤلفات منها: الحركة النجمية وبنية الكون المكان والزمان والجاذبية النجوم والذرات وقد درس «[محل شك]نظرية ويل» فكتب حولها: [محل شك]تعميم نظرية ويل للمجالات الكهرومغناطيسية والتجاذبية.
آرثر ادنجتون كان أول من درس النظرية النسبية العامة وأثبت صحتها وذلك بالبعثة التي قام بها عام 1919 لجنوب أفريقيا حيث قام بقياس انحراف أشعة ضوء أحد النجوم بسبب المجال الجذبى للشمس مما يتفق مع حسابات النسبية العامة وكان له أول دور في شهرة العالم الشهير ألبرت اينشتاين مؤسس النظرية النسبيه حيث كان يعيش اينشتاين في ألمانيا في ذلك الوقت وقد كان عالماً مغموراً!
وقد كتب ادنجتون العديد من المقالات في ذلك الوقت التي شرحت نظرية اينشتاين «النسبية العامة» للجمهور الإنجليزي رغم الاعتراض الذي لاقاه حينها لظروف الحرب العالمية الأولى بين ألمانيا وإنجلترا حيث قطعت الاتصال العلمي بين البلدين ورغم ذلك قام أدنجتون بدراسة لكسوف شمسي في 29 مايو 1919 وأثبت صحة النظرية النسبية العامة وكان له الفضل بان يعرف العالم اينشتاين!!!
وأصبح أدنجتون معروفاً بإسهاماته في التحقق التجريبي من النظرية النسبية العامة.

## من اقوال السير آرثر أدنجتون
- من الاستنتاجات التي أخذناها عن النظرية النسبية أنه يجب أن توجد قوه تعرف باسم التنافر الكوني، تعمل علي نشوء مثل هذا النوع من التشتت الذي معه يتباعد كل جرم عن أي جرم آخر.
- أن درجة حرارة مركز الشمس تبلغ عدة ملايين من الدرجات المئوية. عند هذه الدرجة تتحد نويات الذرات، في عمليات الاندماج الحراري النووي.
- ان الكون كما صورته معادلات اينشتاين هو كون غير ثابت.
- الكون بدا بحاله ساكنه، ثم أخذ في التمدد نظرا لطغيان قوي الدفع للخارج علي قوي الجاذبيه.
- ان الحتميه لا تكون ممكنه الا إذا كان في الإمكان تحديد الحركات والأوضاع في أن واحد ولكن بما أنه يستحيل تحديد الاثنين معا وفقا لقوانين الطبيعة فان الحتميه المطلقة اذن أمر لا سبيل إلى تقريره

## روابط خارجية
- آرثر إدينغتون على موقع الموسوعة البريطانية (الإنجليزية)
- آرثر إدينغتون على موقع الموسوعة البريطانية (الإنجليزية)
- آرثر إدينغتون على موقع ميوزك برينز (الإنجليزية)
- آرثر إدينغتون على موقع إن إن دي بي (الإنجليزية)